# 三フッ化N,N-ジエチルアミノ硫黄
三フッ化N,N-ジエチルアミノ硫黄 (さんフッかN,N-ジエチルアミノいおう、N,N-diethylaminosulfur trifluoride）は、有機合成化学においてフッ素化試薬として用いられる化合物。略称は DAST。市販品が入手可能。

## 調製
DAST はジエチルアミノトリメチルシランと四フッ化硫黄を低温で反応させて調製する。
Et
2NSiMe
3 + SF
4  →  Et
2NSF
3 + Me
3SiF

## 用途
DAST の反応性は四フッ化硫黄に似る。
アルコールをフッ化アルキルに変換する。
R–OH + DAST  →  R–F
ケトンやアルデヒドを二フッ化物に変える。
RC(=O)R' + DAST  →  RCF
2R'
RCHO + DAST  →  RCHF
2
レーザーで励起して常温でテラヘルツ波を発振する有機非線形光学結晶として1から20THzの広帯域波長可変単色テラヘルツ光源としての用途が報告されている。